# Сандовал
Окръг Сандовал (на английски: Sandoval County) е окръг в щата Ню Мексико, Съединени американски щати. Площта му е 9619 km², а населението – 142 507 души (2017). Административен център е град Берналило.